# Cattedrale metropolitana di Nostra Signora dell'Immacolata Concezione (Santa Maria)
La cattedrale metropolitana di Nostra Signora della Concezione (in lingua portoghese Catedral Metropolitana Nossa Senhora da Imaculada Conceição) è la cattedrale dell'arcidiocesi di Santa Maria. Si trova nella città brasiliana di Santa Maria, nello stato del Rio Grande do Sul. 
La denominazione di "cattedrale metropolitana" è stata assunta con l'elevazione della diocesi di Santa Maria ad arcidiocesi, avvenuta il 3 aprile 2011.

## Descrizione

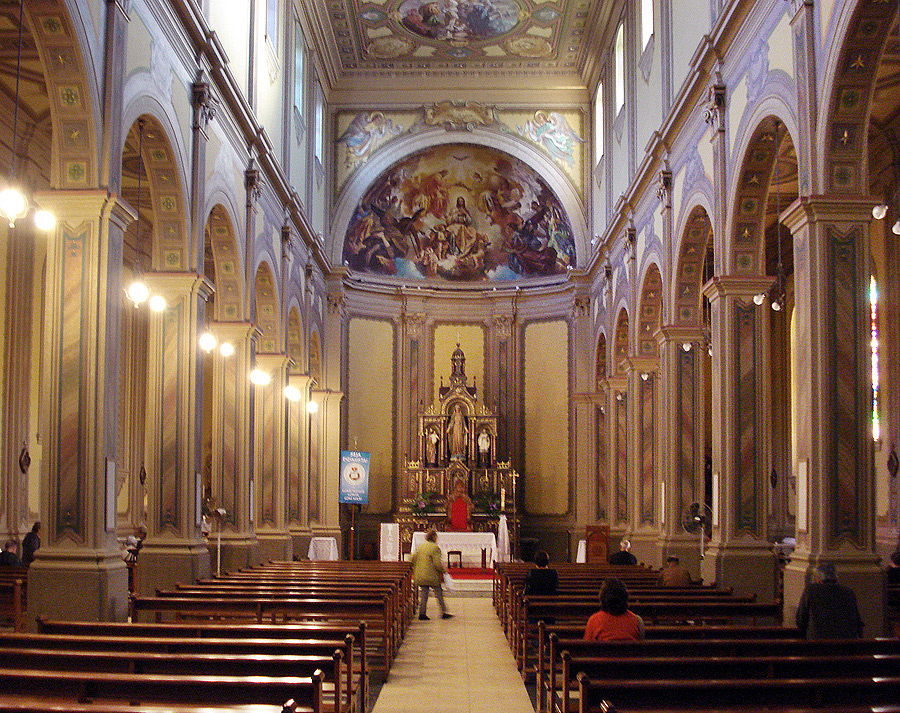
Navata centrale e cappella maggiore

È un edificio di stile eclettico, con predominio di elementi barocchi e neoclassici, la cui costruzione ebbe inizio nel 1902, organizzata dal parroco Caetano Pagliuca, e terminò nel 1909. 
Essa ha sostituito la vecchia chiesa madre del XIX secolo, che fu demolita. 
Nel 1910 fu elevata al rango di cattedrale.
La facciata, costituita da un corpo centrale e due torri simmetriche a fianco, si sviluppa verticalmente su tre livelli, il secondo dei quali è scandito da cinque ampie vetrate disposte orizzontalmente. La torre di sinistra espone un grosso orologio. 
Nell'interno vi sono pregevoli altari di talha, vetrate e un'importante serie di dipinti a muro di Aldo Locatelli, con sopra una Vita della Vergine Maria. Sull'altar maggiore vi è un'immagine della Vergine Maria di origine parigina. Il campanile contiene una campana missionaria del 1684, installata nel 1911.
Nel 2002 la cattedrale fu classificata come patrimonio storico di Santa Maria.

## Galleria di immagini

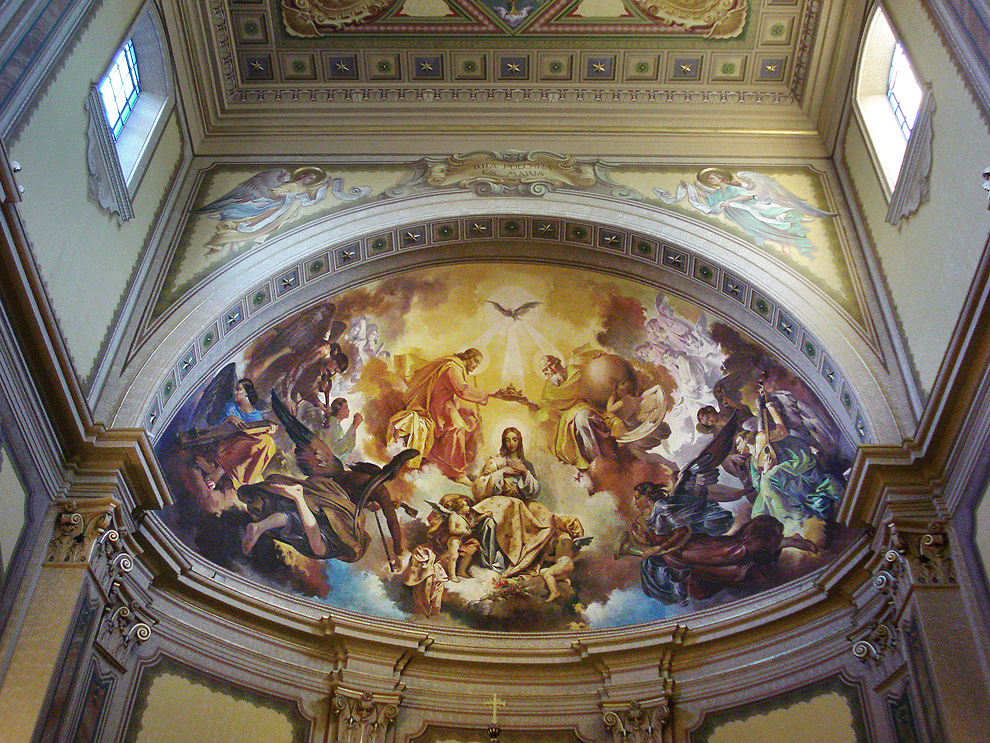
Locatelli: Incoronazione di Maria, soffitto della cappella maggiore
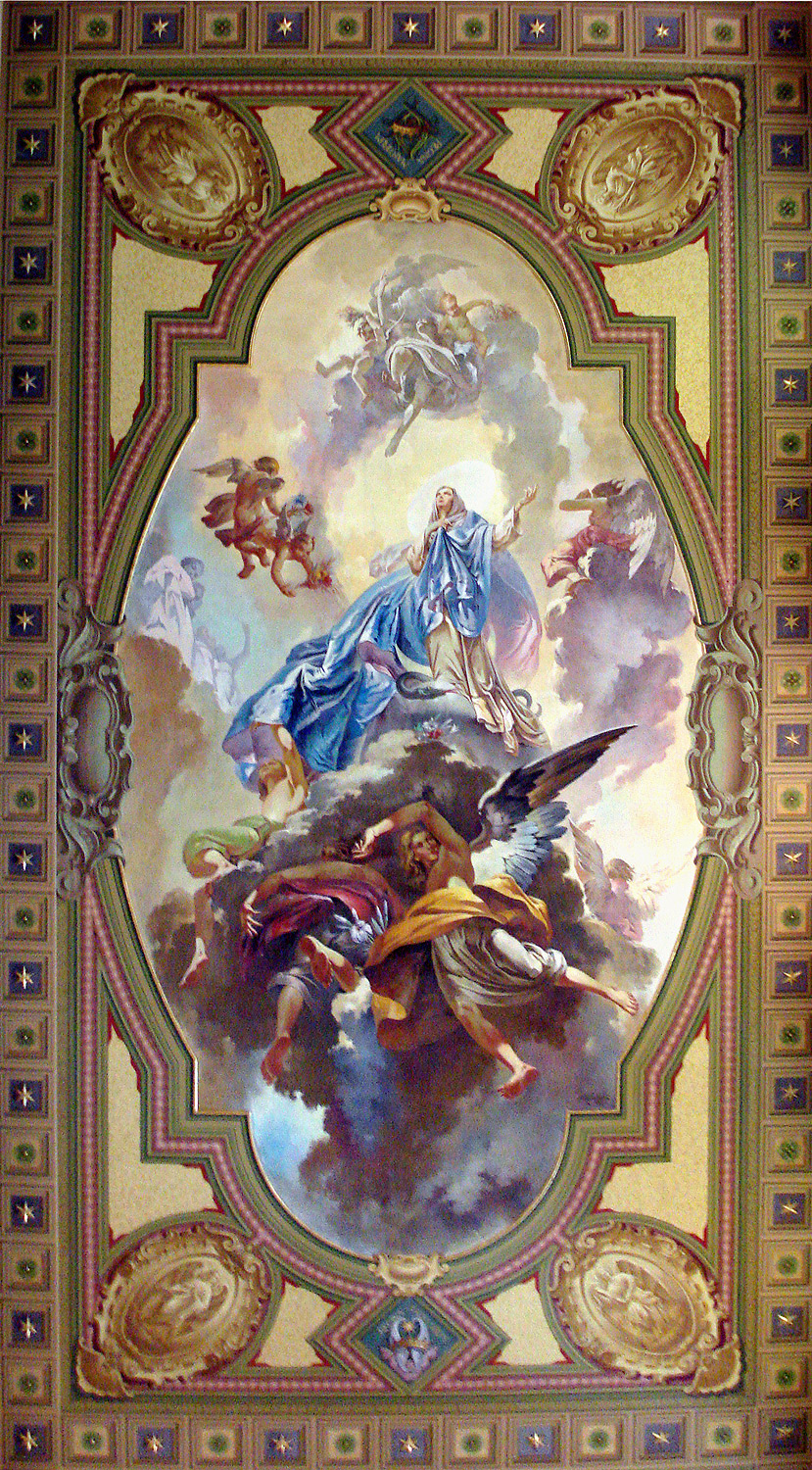
Locatelli: Assunzione della Beata Vergine, soffitto della navata centrale